# إريك ريفيرا
إريك ريفيرا (بالإسبانية: Erick Rivera)‏ (15 نوفمبر 1992 في المكسيك - ) هو لاعب كرة قدم مكسيكي في مركز الوسط. لعب مع نادي تشياباس.

## وصلات خارجية
- إريك ريفيرا على موقع قاعدة بيانات كرة القدم.إي يو (الإنجليزية)
- إريك ريفيرا على موقع Soccerway.com (الإنجليزية)